# Alexa Chung
Alexa Chung (Privett, Hampshire; 5 de novembre de 1983) és una escriptora, presentadora de televisió, model i dissenyadora de moda anglesa. És autora dels llibres It (2013), i It: Über Style (2014), a més d'haver llançat la seva marca de roba epònima el maig de 2017.

## Primers anys
Alexa Chung es va criar a Privett, Hampshire, Anglaterra al costat de la seva mare anglesa, mestressa de casa i el seu pare xinès, dissenyador gràfic. És la més jove de quatre germans. Té dos germans i una germana. Va assistir al col·legi Perins Community College. Més tard, en sisè grau, al Peter Symonds College de Winchester (2000-2002). Va ser acceptada pel King's College de Londres per especialitzar-se en anglès i pel Chelsea College of Art and Design per fer un curs d'art, abans que la reclutés una agència de models.

## Model

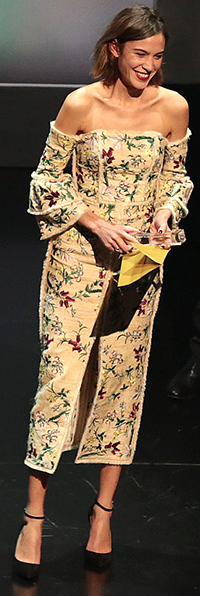
Chung l'any 2015.

Als 14 anys, Alexa va assistir a The Clothes Show, on un caçatalents d'Elite Model Management es va acostar a ella per primera vegada per oferir-li modelar per a l'agència. Ella mai va signar amb Elite, però l'agència Storm Model Management la va veure al Festival de Reading, dos anys després, i ella va signar finalment un contracte amb ells.
Va fer de model per a revistes com a Elle Girl i CosmoGIRL! i va aparèixer en anuncis de productes com Fanta, Sony Ericsson, Sunsilk i Tampax. També va modelar per Urban Outfitters. Va participar, a més, en vídeos musicals per a artistes com The Streets, Westlife, Delta Goodrem, Reuben i Holly Valance i va formar part de l'elenc d'un reality amb guió anomenat Shoot' Me del canal Fashion TV l'any 2005.
Després de quatre anys, Chung va trobar que el modelatge l'havia desil·lusionat i ho va deixar de costat amb la intenció d'iniciar una fundació d'art o un curs de periodisme. Fer de model havia aconseguit que tingués una "imatge corporal distorsionada" de si mateixa i una "baixa autoestima".
Després de convertir-se en una famosa personalitat de la televisió, Chung ha tornat ocasionalment a les passarel·les. L'any 2008, va ser la cara d'etiqueta de moda d'Austràlia Antipodium i d'Oxfam. El setembre de 2008, va desfilar per Vivienne Westwood Red Label 2009 en la setmana de la moda de Londres. A principis de 2009, es va convertir en la cara de New look. També l'any 2009, Chung es va unir a l'agència de models Select i l'abril de 2009 va modelar per a la col·lecció de 2009 de Wren's Holiday al costat de la seva amiga Tennessee Thomas. El juliol de 2009, Chung es va canviar a NEXT Model Management i es va tornar el rostre dels jeans de DKNY. Chung va ser el rostre de la marca sud-coreana MOGG de la campanya de primavera/estiu. El gener de 2010, va ser la model principal de la campanya londinenca de primavera/estiu de 2010 de Pepe Jeans i va repetir el seu rol per a la campanya de tardor/hivern d'aquest any. Es va anunciar com la primera celebritat a ser rostre de Lacoste el juny de 2010, apareixent tant en publicitat de televisió i impresa per a la seva fragància "Joy of Pink". El gener de 2011, es va anunciar que formaria part de la campanya de la marca de sabates italiana Superga, en una campanya per la seva 100º aniversari. El febrer de 2012, va formar part de la London Fashion Week per a la dissenyadora Stella McCartney, on va actuar com una assistent convidada del mag Hans Klok en un nombre d'il·lusions incloent ser levitada i tallar una dona en dues.
Chung va treballar com una editora convidada per Tommy Hilfiger en la seva col·lecció de tardor i va modelar peces. Va ser rostre de Longchamp en 2013 i en 2015, va aparèixer per a la seva quarta campanya amb la marca.

### Alexachung
Va llançar la seva pròpia marca de roba anomenada Alexachung el maig de 2017.

## Carrera a la televisió
L'abril de 2006, treballant de model se li va oferir el treball de co-conduir Popworld de Channel 4, un xou de televisió conegut pel seu estil irreverent i incòmode de realitzar entrevistes. Chung i Alex Zane també van presentar el xou de radi Popworld Ràdio. Després va ser presentadora convidada de Big Brother's Big Mouth i va aparèixer com panelista del programa 8 out of 10 Cats. Va conduir diversos T4 Movie Specials, 4Music Specials, T4 Holiday Mornings, a més de la cobertura del canal T4 de diversos festivals musicals.
El gener de 2008, es va tornar una de les quatre presentadores del canal T4, va conduir Vanity Lair, un programa de televisió que investigava el concepte de "bellesa". Al seu torn va conduir el programa matiner Freshly Squeezed començant el setembre de 2007. Va presentar el programa del canal ITV1: Get A Grip (2007) i el de BBC Three, The Wall (2008). A mitjan 2008, va començar a tornar als programes de moda, va ser reportera de Gok's Fashion Fix. Al programa va modelar les últimes tendències de moda amb membres del públic i va entrevistar als dissenyadors Roberto Cavalli, Karl Lagerfeld, Jean Paul Gaultier, Margherita Missoni i Christian Lacroix. Ho va descriure com "el seu treball somiat". Va conduir Frock Em, un programa de moda i música al costat del dissenyador Henry Holland. Va conduir els Dièsel O Music Awards i els Elle Style Awards. L'any 2009, va rebre el premi Elle Style a "Millor presentadora de televisió" i en la mateixa categoria dels premis de la revista Glamur.
Chung va deixar el Channel 4 i el seu país Regne Unit a l'abril de 2009 per buscar una carrera als Estats Units. Va presentar It's On with Alexa Chung per MTV. El programa contenia xerrada amb celebritats, música en viu i interacció amb els televidents. Va ser cancel·lat el desembre de 2009. Va tornar a les pantalles de TV britàniques l'abril de 2010 amb una segona sèrie de Frock Em. A l'octubre d'aquest any, va conduir Gonzo With Alexa Chung, un programa d'entrevistes prèviament conduït per Zane Lowe de MTV Rocks. El gener de 2011, va ser conductora dels "2011 Golden Globes Arrivals Special" amb Carson Daly i Natalie Morales. Va presentar l'iTunes Festival el juliol de 2011. Des d'aquest any ha treballat en 24 Hour Catwalk, com a jutge i conductora. En 2012 es va convertir en la primera conductora del programa de TV nocturn, Fuse News. El desembre de 2013, es va anunciar que va renunciar per ocupar-se d'altres treballs.
Des de setembre de 2015 és conductora d'un documental per Vogue UK.
Chung es va unir a l'expert en moda Tan France com a presentadora i jutge del programa original de Netflix Next In Fashion , en el qual dissenyadors amateurs competeixen entre ells per aconseguir un premi final. El programa es va estrenar el 29 de gener de 2020. Al juny del 2020, Netflix va anunciar que cancel·laria el programa després d'una temporada.

## Columnista
Chung va escriure una columna mensual per a la revista femenina britànica Company a partir d'octubre de 2007 a juny de 2008.
Va escriure una columna setmanal per al diari The Independent, 'Girl About Town' (Noia de ciutat), que es publicava des de novembre de 2008 fins a juny de 2009, tots els dimecres i després una altra anomenada "#New York Doll". El juny de 2009, va ser editora de la Vogue britànica. Va entrevistar a Karl Lagerfeld i Christopher Kane per a la publicació, i va escriure una història de portada sobre Kate Upton. El seu primer llibre, It, va ser llançat el 5 de setembre de 2013.

## Millor vestida
En 2007, va cridar l'atenció de la premsa de moda pel seu distintiu i peculiar estil. Ella apareix amb freqüència en les llistes de millor vestida, en revistes de moda i en la primera fila de les desfilades de moda. Ella té contacte amb moltes cares conegudes, però ha dit que tenir molts amics famosos "no és tan bo".
En els Premis de la Moda Britànica de 2011, 2012 i 2013, Chung va guanyar el premi d'estil britànic.

## Vida personal
Chung va viure amb el fotògraf de modes David Titlow, vint anys major que ella, des de l'any 2003 fins a 2006. Després va estar en una relació amb el vocalista d'Arctic Monkeys, Alex Turner, des de juliol de 2007 fins a juliol de 2011; vivint junts a Londres i després a New York on ella va comprar un apartament a l'East Village. L'any 2013 durant una entrevista ella va dir que Turner sempre serà el seu "millor amic". Després van ser vists junts en diverses ocasions en el 2014.
Des de maig de 2015 fins a juliol de 2017 va ser parella de l'actor suec Alexander Skarsgård, amb qui també manté una relació d'amistat després de separar-se. Des de començaments de l'any 2019 està en una relació amb l'hereu d'una marca de xocolata, Orson Fry.
En una publicació a Instagram el 28 de juliol de 2020, Chung va revelar el seu diagnòstic d'endometriosi i va instar a tenir més consciència sobre el trastorn.

## Filmografia
- Next In Fashion (Netflix) (2020-)
- Fuse News (2012-)
  - Gossip Girl (2012) (Guest Star)
  - Fashion Police (2012) (Guest star)
  - 24 Hour Catwalk (2011)
- Gonzo (2010)
- The Alexa Chung Show (2009)
- Freshly Squeezed (2007–2009)
- T4 Weekends (2008–2009)
- T4 Holiday Mornings (2007 - 2009)
- T4 Movie Specials (2006 - 2009)
- 4Music Specials (2006 - 2009)
- T4 on the Beach coverage (2006 - 2008)
- Gok's Fashion Fix (2008)
- Frock Em (2008)
- The Wall (2008)
- Vanity Lair (2008)
- T4 NME Awards coverage (2008)
- V Festival coverage (2007 - 2008)
- The Devil Wears Primark (2008)
- Big Brother's Big Mouth (2007)
- Fashion Rocks is Coming (2007)
- T in the Park coverage (2007)
- Get a Grip (2007)
- Popworld (2006–2007)
- Rip Curl Festival coverage (2006)
- Shoot Em (2005)